# Литвин, Владимир Петрович
Владимир Петрович Литви́н (18 марта 1937, Коростень, УССР — 7 февраля 2017, Бостон, США) — советский борец вольного стиля, многократный призер чемпионатов СССР.

## Спортивная карьера
Родился в семье Петра и Камилии Литвиных.
Боролся в весе 52-57 кг.
Пятикратный серебряный и бронзовый призёр чемпионатов СССР и Спартакиады Народов СССР, многократный чемпион Украины, мастер спорта СССР.
Окончил Львовский институт физической культуры.
С 1978 по 1982 год работал преподавателем Института технологии спорта в городах Алжир и Константине (Алжир).
С 1982 по 1983 год преподавал во Львовском институте физкультуры.
С 1983 по 1999 год — тренер в школе Олимпийского резерва во Львове, подготовил нескольких призёров и чемпионов Украины, СССР и Европы.
С 1999 года проживал в Бостоне, США.

## Семья
Сыновья — Виктор Литвин, Taras Litvin .
Внуки — Владимир Литвин, Ellie Sofia Litvin